# Omloop Het Volk 1966
L'Omloop Het Volk 1966, ventunesima edizione della corsa, fu disputato il 5 marzo 1966 per un percorso di 213 km. Fu vinto dall'olandese Jo de Roo, al traguardo in 5h10'00".

## Ordine d'arrivo (Top 10)
| Pos. | Corridore           | Squadra       | Tempo    |
| ---- | ------------------- | ------------- | -------- |
| 1    | Jo de Roo           | Televizier    | 5h10'00" |
| 2    | Walter Godefroot    | Wiel's        | a 5"     |
| 3    | Eddy Merckx         | Peugeot-BP    | s.t.     |
| 4    | Joseph Spruyt       | Mercier-BP    | s.t.     |
| 5    | Willy Planckaert    | Romeo         | s.t.     |
| 6    | Herman Van Springel | Mann-Grundig  | s.t.     |
| 7    | Frans Verbeeck      | Wiel's        | s.t.     |
| 8    | André Planckaert    | Terrot-Leroux | s.t.     |
| 9    | Noël Foré           | Romeo         | s.t.     |
| 10   | Willy Bocklant      | Mann-Grundig  | s.t.     |